# Campeonato de Tercera División de Costa Rica 1949
El Campeonato de Fútbol de Tercera División 1949, fue la edición número 26 de Tercera División de Costa Rica en disputarse, organizada por la FEDEFUTBOL.
Este campeonato constó de 12 equipos debidamente inscritos en Tercera División.

## Clubes Inscritos
| N.º | Equipos                     |
| --- | --------------------------- |
| 1   | L.D.A                       |
| 2   | C.S. Uruguay de Coronado    |
| 3   | A.D Carlos Durán            |
| 4   | C.S. Guadalupe              |
| 5   | C.S. Cartaginés             |
| 6   | C.S. Nicolás Marín          |
| 7   | Liceo de Costa Rica         |
| 8   | Audax de Cinco Esquinas F.C |
| 9   | Liceo J.R                   |
| 10  | Atlanta F.C                 |
| 11  | Once Estrellas F.C          |
| 12  | C.S. La Libertad            |

## Formato del Torneo
Se jugaron dos vueltas, en donde los equipos debían enfrentarse todos contra todos.
El Monarca Nacional de Terceras Divisiones es Liga Deportiva Alajuelense

## Ligas Superiores
- Primera Divsión de Costa Rica 1949

- Segunda División de Costa Rica 1949

## Ligas Inferiores
- Campeonato Barrios y Distritos a Nivel Regional

## Torneos
| Predecesor: Campeonato 1948 | Tercera División de Costa Rica Campeonato 1949 | Sucesor: Campeonato 1950 |